# Edgar Zilsel
Edgar Zilsel (Vienna, 11 agosto 1891 – Oakland, 11 marzo 1944) è stato un sociologo e storico della scienza austriaco naturalizzato statunitense.

## Biografia
Nato in una famiglia ebraica, fu un esponente del Circolo di Vienna e cercò di coniugare nella sua attività di studioso il positivismo logico con il marxismo. Costretto ad abbandonare l'Austria dopo l'Anschluss, Zilsel si rifugiò con la famiglia negli Stati Uniti d'America dove approfondì lo studio della rivoluzione scientifica proponendo una nuova interpretazione di questo fenomeno. A differenza di Alexandre Koyré, lo studioso riteneva che la rivoluzione scientifica fosse il risultato dell'interazione sociale tra dotti e abili artigiani.
Morì suicida a Oakland all'età di 53 anni.
Secondo il politologo Johann Dvořák, Zilsel applicò il Materialismo storico alle sue ricerche che gli permise di chiarire le concezioni scientifiche e filosofiche inquadrandole nel contesto sociale.
Peter Burke, Otto Neurath, Rudolf Carnap, Joseph Needham e numerosi altri studiosi sono stati fortemente influenzati dalla lettura e dallo studio delle opere di Zilsel.